# Kilian Le Blouch
Kilian Le Blouch (né le 7 octobre 1989 à Clamart) est un judoka français, en activité et évoluant dans la catégorie des moins de  66 kg. Il est licencié au Flam 91 [réf. souhaitée].
Il remporte l'or olympique au JO de Tokyo en équipe mixte.

## Biographie
Médaillé de bronze aux Championnats d'Europe des -23 ans en 2011, il est sacré champion de France en 2012 et en 2014.
En 2016, il se classe troisième lors du Grand Chelem de Paris, cinquième au championnat d'Europe par équipes et troisième du Grand Prix d'Almaty.
Il se qualifie pour les Jeux olympiques d'été de 2016.
Il échoue à la cinquième place lors du Grand Chelem de Paris en février 2018, battu par l'Allemand Sebastian Seidl en -66 kg.
Début 2019, Kilian remporte la médaille d'or aux European Open de Odivelas et de Rome. Il gagne également son premier grand chelem à Ekaterinbourg.
Il remporte la médaille de bronze dans la catégorie des moins de 66 kg lors des Championnats d'Europe de judo 2020 à Prague.
En 2021, il est élu à la Commission des Athlètes de Haut-niveau du Comité national olympique et sportif français pour le mandat 2021-2025.
Il remporte l'or olympique au JO de Tokyo en équipe mixte.

## Palmarès

### Compétitions internationales

#### Individuel
| Année | Compétition                  | Lieu    | Résultat | Catégorie      |
| ----- | ---------------------------- | ------- | -------- | -------------- |
| 2014  | Championnats d'Europe -23ans | Tioumen | 3e       | Moins de 66 kg |
| 2020  | Championnats d'Europe        | Prague  | 3e       | Moins de 66 kg |

#### Équipes
| Année | Compétition           | Lieu     | Résultat |
| ----- | --------------------- | -------- | -------- |
| 2016  | Championnats d'Europe | Kazan    | 5e       |
| 2018  | Europa League         | Bucarest | 3e       |
| 2019  | Championnats d'Europe | Minsk    | 3e       |
| 2019  | Championnats du Monde | Tokyo    | 2e       |
| 2021  | Jeux olympiques       | Tokyo    | 1re      |

### Championnats de France

#### Individuel
- Médaille de bronze aux Championnats de France 2010
- Médaille d'or aux Championnats de France 2012.
- Médaille d'argent aux Championnats de France 2013
- Médaille d'or aux Championnats de France 2014.

#### Équipes
- Médaille de bronze aux championnats de France par équipes 2019.
- Médaille de bronze aux championnats de France par équipes 2018.
- Médaille de bronze aux championnats de France par équipes 2020.
- Médaille d'or aux jeux olympiques de Tokyo par équipes mixte 2021.

## Décorations
- Chevalier de la Légion d'honneur (2021)[6]